# Caltanissetta (wolne konsorcjum miejskie)
Caltanissetta (wł. Caltanissetta, ofic. Libero consorzio comunale di Caltanissetta) – wolne konsorcjum miejskie, jednostka podziału administracyjnego Sycylii (drugi szczebel podziału administracyjnego Włoch, odpowiednik prowincji w innych częściach kraju). Siedziba znajduje się w Caltanissetcie. Do 2015 roku jednostka stanowiła prowincję –  z dniem 4 sierpnia 2015 prowincja Caltanissetta została zniesiona i zastąpiona przez wolne konsorcjum miejskie Caltanissetta.
Caltanissetta dzieli się na 22 gminy.